# 폴린 콜린스
폴린 콜린스(영어: Pauline Collins, OBE, 1940년 9월 3일 ~ )는 잉글랜드의 배우이다. 《Engaged》로 1976년 로런스 올리비에상 신작 연극 부문 여우주연상을, 《Shirley Valentine》으로 1989년 제43회 토니상 여우주연상을 수상하였다.

## 출연 작품

### 영화
- 여자의 이별 (1989)
- 시티 오브 조이 (1992)
- 파라다이스 로드 (1997)
- 환상의 그대 (2010)
- 앨버트 놉스 (2011)
- 콰르텟 (2012)

### 텔레비전
- 위층, 아래층 (1971-73)

## 서훈
- 2001년 대영 제국 훈장 4등급(OBE) 수훈[1]